# Tommaso Aceti
Tommaso Aceti (Figline Vegliaturo, 24 ottobre 1687 – Lacedonia, 10 aprile 1749) è stato un vescovo cattolico, bibliotecario e filologo italiano.

## Biografia
Studiò lettere umane a Cosenza, dove venne ordinato sacerdote; continuò gli studi (lingue classiche e geometria) all'università di Napoli. Nel 1714 si trasferì a Roma e poco dopo fu nominato correttore della Stamperia vaticana nell'Archiginnasio della Sapienza, dove si impegnò nella produzione di numerose edizioni. Fu scrittore della Biblioteca Vaticana, e venne accolto in numerose Accademie (a Cosenza, Venezia ed all'Accademia dell'Arcadia col nome di Lavaste Enotrio). Strinse amicizia con i cardinali Tommaso Ruffo e soprattutto Annibale Albani, il quale gli conferì un beneficio nella basilica di San Pietro. Nel 1744 papa Benedetto XIV lo nominò vescovo di Lacedonia. Deceduto in Lacedonia l'8 aprile 1749, come risulta dal registro dei Morti  di Rocchetta Sant'Antonio (FG) Volume I' pagina 94.

## Opere
- libretti di jerodrammi (sacre rappresentazioni):
  - Il martirio di S. Venanzio, Roma 1729
  - L'angelo in carne
  - San Tommaso d'Aquino
  - Il martirio de' santi Cecilia, Valeriano e Tiburzio
  - Il martirio di S. Ermenegildo
  - Il martirio di S. Procopio
  - Il martirio di S. Susanna
  - Il primogenito del riformato Carmelo, B. Giovanni della Croce:
  - S. Rosalia vergine
  - Il taumaturgo di Brezia, san Francesco di Paola
  - Sant'Irena vergine e martire
  - La regina Ester
  - Sant'Irena vergine, e martire
- Ortografia latina, ed italiana di Tomaso Aceti chierico benefiziato della Basilica Vaticana, Roma: nella stamperia di Girolamo Mainardi, 1733
- Revisione del De antiquitate et situ Calabriae di Gabriele Barrio: Thomae Aceti academici Cosentini, et Vaticanae basilicae claerici beneficiati In Gabrielis Barrii francicani De antiquitate & situ Calabriae libros quinque, nunc primum ex autographo restitutos ac per capita distributos, prolegomena, additiones, & notae. Quibus accesserunt animadversiones Sertorii Quattrimani patricii Cosentini, ex typographia S. Michaelis ad Ripam Hieronymi Mainardi, 1737
- Collaborò inoltre all'edizione del Bullario romano voluta da Clemente XII
- Alcune note alle Vitae Romanorum Pontificum attribuito ad Anastasio Bibliotecario, Romae, 1731-35

## Genealogia episcopale
La genealogia episcopale è:
- Cardinale Sigismund von Kollonitz
- Cardinale Mihály Frigyes von Althann
- Cardinale Juan Álvaro Cienfuegos Villazón, S.I.
- Cardinale Joaquín Fernández de Portocarrero
- Vescovo Tommaso Aceti